# Забіяка Ірина Олексіївна
Ірина Олексіївна Забіяка (н. 20 грудня 1982, Кіровоград) — російськомовна естрадна співачка, солістка групи Чи-Лі, яку сама ж заснувала у 2005 році спільно з композитором Сергієм Карповим (Чилі — це її дитяче прізвисько).

## Біографія
Спілкувалася в дитинстві переважно з хлопцями і була «важкою дитиною». У підлітковому віці її голос почав «ламатися», як у хлопчиків.
Народилася в Кіровограді (нині Кропивницький). Коли їй виповнився 1 рік, разом з мамою вони переїхали жити в Калінінград. Мати Ірини, Зінаїда Максимівна Забіяка, після народження дочки перестала бувати в морських рейсах і влаштувалася в місті. Батько, Олексій Володимирович Смирнов, помер, коли дочці було 5 років. Мама працювала прибиральницею, листоношею. Дитину виховувала строго, без надмірностей, а основним аспектом виховання була скромність. З раннього віку дочка навчилася обходитися малим.
Оригінальність голосу дівчинки була помічена вже в 6-річному віці. Він був більш дорослим, ніж у інших дітей. Подружки і друзі Ірини постійно просили її що-небудь заспівати, тим більше, з малих років це заняття було для дівчинки улюбленим. Ірина з задоволенням відвідувала такі гуртки, як шиття, танці та співи, але довго ніде не затримувалася. У якийсь момент їй ставало нудно. Мама часто називала це непосидючістю або слабкою волею. Однак для Ірини це був момент пошуку. У шкільні роки Іра спробувала себе в різних сферах: народний вокал, танці, журналістика, малювання, гімнастика, кікбоксинг, плавання, гра на фортепіано і гітарі. У школі Іра була «білою вороною», часто одягненою в речі секонд-хенд. Її часто дражнили за прізвище, худорлявість, широку посмішку і специфічний одяг. Єдине, що залишилося з нею назавжди - це любов до читання. У дитинстві вона прочитала всю дитячу районну бібліотеку і в досить ранньому віці перейшла на дорослу літературу. З самого дитинства її захоплювали аномальні незрозумілі речі з містичним ухилом. У 15 років у неї було видіння, що вона співатиме на сцені.
Після школи Ірина не стала вступати до вищого навчального закладу. Тут зіграли роль два фактори: відсутність грошей і невизначеність у виборі професії. Ще в 11 класі вона закінчила курси перукаря, щоб заробляти гроші. Тому не довго думаючи, вона вирішила продовжити освіту на перукаря-модельєра, будучи впевненою, що з часом визначиться з вибором вищої освіти. У ліцеї вона вчилася 2 роки. Після школи Ірина здружилася з компанією хіпі. Свобода, любов, чистота і відсутність матеріальних цінностей були близькі для підлітка. У 18 років Іра освоїла гітару на аматорському рівні, і першою композицією, яку вона написала, стала пісня «Вир». В цей же час відбулося знайомство з Сергієм Карповим.

## Особисте життя
8 січня 2013 народила сина, батько — бойфренд Ірини, лідер бенду «Mama Band» В'ячеслав Бойков. Дитину назвали Матвієм.

## Творчість
Ірина Забіяка записала кілька пісень.
Разом з Сергієм Карповим поїхали в Москву, де ходили по звукозаписним компаніям та роздавали свої диски. Один з директорів їм говорив, що слухати їх музику ніхто не буде, і їм це говорили не один раз.
Коли з'явилася група, люди думали, що виконавець чоловік, оскільки у Іри достатньо низький для дівчини голос, який називається контральто. У першому кліпі «Новий рік в ліжку» вони скористалися цією особливістю. У цьому кліпі Ірина Забіяка сиділа за столом разом з Сергієм Карповим, і вони виконували ролі продюсерів. За час існування групи «Чи-Лі» вони домоглися визнання: «Пісня року», «Золотий грамофон» у Москві, «Золотий грамофон» Алма-Ати, Санкт-Петербурзький та інші.

## Дискографія
- 2006 — «Злочин»
- 2007 — «Літо-Злочин»
- 2008 — «Зроблено в Чилі»
- 2010 — «Час співати!»
- 2015 — «У голові вітер»